# یوری بالکوویچ
یوری بالکوویچ (انگلیسی: Jure Balkovec؛ زادهٔ ۹ سپتامبر ۱۹۹۴) بازیکن فوتبال اهل اسلوونی است.
از باشگاه‌هایی که در آن بازی کرده‌است می‌توان به باشگاه فوتبال هلاس ورونا اشاره کرد.
وی همچنین در تیم‌های ملی فوتبال زیر ۲۱ سال اسلوونی، اسلوونی بی و اسلوونی بازی کرده‌است.